# Богунов Ярослав Геннадійович
Ярослав Геннадійович Богунов (нар. 4 вересня 1993, Луганськ, Україна) — український футболіст, нападник «Інгульця» .

## Життєпис
Вихованець луганського футболу, після чого виступав за молодіжні команди донецького «Олімпіка», дніпропетровського «Дніпра» та харківського «Металіста», кольори яких захищав у юніорських чемпіонатах України (ДЮФЛ).. У сезоні 2010/11 виступав за харківський «Металіст», аде грав лише за резервну команду. У 2012 році виступав у чемпіонаті Луганської області за клуб «Щастя» з однойменного міста.
У лютому 2013 року став гравцем «Білшини» з Бобруйська. Спочатку виходив на заміну, а потім закріпився в основі бобруйського клубу. На початку сезону 2014 року був гравцем основного складу і грав на позиції лівого півзахисника, але в травні 2014 року отримав травму, через яку вибув до кінця сезону. У сезоні 2015 повернувся в основу «Білшини», став виступати переважно на позиції правого півзахисника. У січні 2016 року, після приходу нового керівництва в «Білшину», отримав пропозицію залишитися в клубі та підписав новий контракт. Але незабаром отримав травму під час передсезонної підготовки. У березні 2016 року стало відомо про розірвання контракту клубу з гравцем.
У вересні 2016 року тренувався з «Дніпром» з Могильова. На початку 2017 року приєднався до новополоцького «Нафтана», з яким у березні підписав контракт. При цьому, отримавши посвідку на проживання, він перестав вважатися легіонером чемпіонату Білорусі. У червні 2017 року через скрутне фінансове становище клубу залишив «Нафтан».
Незабаром після відходу з «Нафтану» приєднався до мінського клубу «Крумкачи». У липні 2017 року підписав контракт зі столичним клубом. У першому ж матчі за «воронів» він забив гол у ворота свого колишнього клубу «Нафтана» (2:1), чим допоміг мінчанам вийти до чвертьфіналу Кубка Білорусі. Пізніше зарекомендував себе як стабільний гравець основного складу. 26 листопада 2017 року в матчі останнього туру проти «Мінська» забив гол, чим приніс своїй команді перемогу з рахунком 2:1 і допоміг клубу зберегти місце у Вищій лізі на наступний сезон.
Наприкінці сезону, у грудні 2017 року, стало відомо, що Багунов, який став вільним агентом, може продовжити кар'єру в Угорщині, але так угоду і не підписав. У січні 2018 року Богунов проходив перегляд у донецькому «Олімпіку», а в лютому — в тбіліському «Динамо». Пізніше він повернувся до «Крумкачів», але клубу не вдалося отримати ліцензію на участь у Вищій лізі на сезон 2018 року. Богунов, який висловив невдоволення рішенням АБФФ відхилити заявку клубу на отримання ліцензії, був оштрафований і дискваліфікований на 3 матчі «за образливу поведінку».
У травні 2018 року приєднався до житомирського «Полісся» з Другої ліги України, а наприкінці сезону 2017/18 покинув клуб. У вересні 2018 року знову став гравцем «Крумкачів». Разом з клубом вийшов до Першої ліги, де клуб змінив назву на НФК, і став одним з основних гравців команди. У липні 2019 року за згодою сторін залишив мінський клуб і невдовзі підписав дворічний контракт із клубом «Львів» з української Прем'єр-ліги.
У серпні 2020 року АБФФ дискваліфікувала гравця на 2 роки у справі про договірні матчі. У жовтні 2020 року рішення АБФФ було поширене ФІФА на всі змагання під її егідою.
У серпні 2022 року, відбувши дискваліфікацію, приєднався до вишгородського «Діназу» у Першій лізі. До кінця року Богунов провів 14 матчі за «Діназ». В його активі 4 голи і 3 результативні передачі.
У січні 2023 року повернувся у «Львів» Загалом у сезоні 2022/23 провів за львів'ян 14 матчів в рамках УПЛ, в яких забив 2 м'ячі. 
2 серпня 2023 року підписав контракт із першоліговим «Інгульцем», за який дебютував 7 серпня того ж року у виїзному матчі проти ФК «Чернігів» (2:0) і в тій же грі записав на свій рахунок перший м'яч за команду.